# يورا موفسيسيان

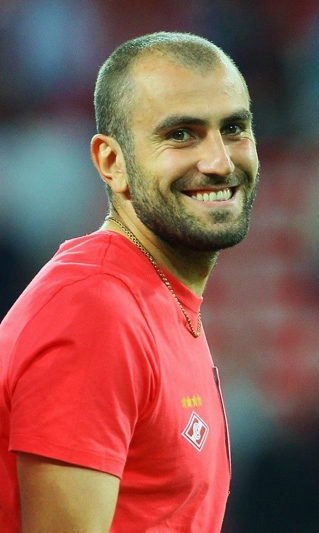

يورا موفسيسيان (بالأرمنية: Յուրա Մովսիսյան)‏ (بالإنجليزية: Yura Movsisyan)‏ (بالأرمنية: Յուրա Մովսիսյան) (مواليد 6 يوليو 1987 في باكو) لاعب كرة قدم أرميني دولي يجيد اللعب في خط الهجوم . يلعب حاليا لصالح نادي راندرس الدنماركي منذ 2010 .

## روابط خارجية
- يورا موفسيسيان على موقع الاتحاد الدولي (مؤرشف)  (الإنجليزية)
- يورا موفسيسيان على موقع الاتحاد الأوربي (الإنجليزية)
- يورا موفسيسيان على موقع الدوري الأمريكي (الإنجليزية)
- يورا موفسيسيان على موقع قاعدة بيانات كرة القدم.إي يو (الإنجليزية)
- يورا موفسيسيان على موقع ناشيونال فوتبول تيمز (الإنجليزية)
- يورا موفسيسيان على موقع Soccerway.com (الإنجليزية)
- يورا موفسيسيان على موقع عالم كرة القدم.نت (الإنجليزية)
- يورا موفسيسيان على موقع AS.com (الإسبانية)